# Rolf Greim
Rolf Greim (* 5. April 1953) ist ein deutscher Kameramann.

## Leben
Rolf Greim ist seit den 1980er Jahren als Kameramann für Film- und Fernsehproduktionen tätig. Greim stand vor allem für zahlreichen Fernsehproduktionen der Sender ARD und ZDF hinter der Kamera. 1993 war er einer der Kameramänner für Joseph Vilsmaiers Antikriegsfilm Stalingrad. Von 2002 bis 2013 filmte er 57 Episoden der Krimiserie Der Alte.
Daneben betreibt Greim in München seit 1992 ein auf den Verleih von Kamera-Equipment spezialisiertes Unternehmen und mit MovieFly einen Dienstleister für Video- und Fotoflug.

## Filmografie
- 1983: Die goldenen Schuhe (Fernsehserie, 5 Episoden)
- 1984: Geld oder Leben – Vier heitere Geschichten (Fernsehfilm)
- 1989: Jakob oder Liebe hört nicht auf (Fernsehfilm)
- 1993: Stalingrad
- 1994: Wildbach (Fernsehserie, 6 Episoden)
- 1996: Schöne G’schichten mit Helmut Fischer: Ein feiner Herr (Fernsehfilm)
- 1996: Schöne G’schichten mit Helmut Fischer: Hund und Katz (Fernsehfilm)
- 1996: Die Traumnummer – Die Hotline zum Glück (Fernsehfilm)
- 1997: Solo für Sudmann (Fernsehserie)
- 1997: Herz über Kopf (Fernsehfilm)
- 1997: Gefangene der Liebe (Fernsehfilm)
- 1998: Rosamunde Pilcher: Melodie der Herzen (Fernsehfilm)
- 2000: Geschichten aus dem Nachbarhaus: Hoffest (Fernsehfilm)
- 2001: Powder Park (Fernsehserie, 5 Episoden)
- 2002: Im Visier der Zielfahnder (Fernsehserie, 5 Episoden)
- 2002–2013: Der Alte (Fernsehserie, 57 Episoden)
- 2003: Geschichten aus dem Nachbarhaus: Pauline & Co. (Fernsehfilm)
- 2003: Ein Fall für zwei (Fernsehserie, 1 Episode)
- 2005: SOKO Kitzbühel (Fernsehserie, 3 Episoden)
- 2007–2008: Utta Danella (Fernsehserie, 2 Episoden)
- 2009: Schicksalstage in Bangkok (Fernsehfilm)
- 2010: Haltet die Welt an (Fernsehfilm)
- 2010: Schatten der Erinnerung (Fernsehfilm)
- 2010: Wie ein Stern am Himmel (Fernsehfilm)
- 2011: Nur der Berg kennt die Wahrheit (Fernsehfilm)
- 2015: Österreich: Oben und Unten (Dokumentarfilm)
- 2021: Der Boandlkramer und die ewige Liebe